# Brian Epstein
Brian Samuel Epstein (Liverpool, 1934. szeptember 19. – London, 1967. augusztus 27.) brit üzletember, akit legtöbben a Beatles együttes menedzsereként ismernek. Kulcsszerepe volt a zenekar kezdeti sikereiben. Epstein tapasztalata az üzleti életben és a zenekar őstehetsége tette lehetővé, hogy három év alatt világhírnévre tegyenek szert.
Amikor Epstein az együttes menedzsere lett, már több éve játszottak együtt különösebb siker nélkül. Akkoriban a Beatles csak egy volt a 300 liverpooli zenekar közül. Bár azelőtt még senkit sem menedzselt, Epstein rendkívül sikeresen „adta el” a zenekart. 1967-ben bekövetkezett halála volt a kezdőlökés a Beatles feloszlásához vezető úton.

## Fiatalkora
Epstein zsidó családba született. Nagyapja alapította az Isaac Epstein and Sons nevű bútorgyárat Liverpoolban, anyja pedig a Hyman bútorgyáros család tagja volt. Apja Harry Epstein, anyja Malka (a család csak Queenie-nek hívta) Hyman volt; Briannek volt egy Clive nevű öccse is. Harry saját boltját vezette, ahol Paul McCartney családja egyszer egy zongorát vett. Brian a shropshire-i Wrekin College diákja volt, majd a londoni Royal Academy of Dramatic Art hallgatója lett; osztálytársa volt többek között Susannah York és Peter O’Toole is. A harmadik félév után otthagyta az iskolát, így apja az újonnan alapított Great Charlotte Street-i North End Music Stores (NEMS) irányítását bízta rá. Később egy második üzletet is nyitottak (a Whitechapel 12–14. alatt), Brian pedig az egész hálózat vezetője lett. Epstein 1961. augusztus 3-án állandó zenei rovatot indított a Mersey Beat című lapban.

## A Beatles szerződtetése
A Beatles nevét Epstein először egy koncert plakátján látta meg, és azt gondolta, hogy bután hangzik. A történet legelfogadottabb változata szerint Epstein boltjában több vásárló kereste egy bizonyos Beatles nevű zenekar Tony Sheridannel Hamburgban készített kislemezét. Epstein egyik kiadótól sem tudta megszerezni a lemezt, ezért elhatározta, maga keresi fel a zenekart. 1961. november 9-én asszisztensével, Alistair Taylorral lementek a Cavern Clubba, ahol a Beatles egy ebédidei koncertet adott. Érkezését a klub hangosbemondóján is tudatták a vendégekkel. Epstein ezt mondta a Beatles műsoráról: „Azonnal megfogott a zenéjük, a tempójuk és a színpadi humoruk. És miután beszéltem velük, személyiségükkel is mély benyomást tettek rám. Igazából minden ott kezdődött el.” (Egyébként arcról már ismerte a zenekar tagjait, akik a fellépések közötti szünetekben gyakran vettek lemezeket a boltjában.) Bill Harry (a Mersey Beat akkori szerkesztője) szerint ez a történet nem teljesen igaz; ő azt mondta, hogy ő mutatta be Epsteint John Lennonnak. Ezt azonban senki sem erősítette meg, Lennon pedig mindig ugyanazt mondta, amit Epstein. Az viszont igaz, hogy Harrynek sikerült rábeszélnie Epsteint, hogy boltjában is terjeszthesse a Beatlest propagáló magazint.

## Magánélete
Bár barátai és üzlettársai körében nyílt titok volt, a nyilvánosság számára csak jóval halála után vált közismertté, hogy saját neméhez vonzódott. Egyes pletykák szerint az 1963. áprilisi spanyolországi tartózkodásuk alatt John Lennonnal is szexuális kapcsolatba került, ezt azonban Lennon egy 1980-ban a Playboy-nak adott interjújában tagadta. Ennek ellenére az affér több Lennon-életrajzban is szerepel.

## Halála
Bár ma sem tudják biztosan, valószínű, hogy Epstein gyógyszertúladagolásban halt meg.[forrás?]

## Öröksége
Öröksége hatalmas, mely több céget ölel egybe, köztük a főcéget: NEMS. Halála után a cég Robert Stigwoodra és testvérére, Clive-ra maradt.[forrás?]